# غيلبرت ر. كوك
غيلبرت ر. كوك (بالإنجليزية: Gilbert R. Cook)‏ هو عسكري أمريكي، ولد في 30 ديسمبر 1889 في تيكساركانا في الولايات المتحدة، وتوفي في 19 سبتمبر 1963 في لاهويا في الولايات المتحدة.